# Giuseppe Gallo (architetto)
Giuseppe Gallo (Caramagna Piemonte, 1860 – Torino, 1927) è stato un architetto e ingegnere italiano, attivo soprattutto in Piemonte, dove realizzò opere di edilizia religiosa, molte delle quali in stile neobarocco, ispirandosi a Guarino Guarini, Filippo Juvarra e Bernardo Antonio Vittone.

## Biografia
Dopo la laurea, conseguita all'Università di Torino, approntò un progetto, partecipando al relativo concorso pubblico, per la ristrutturazione della facciata del Duomo di Milano.
Nel 1885 aprì un proprio studio ed iniziò a progettare diversi edifici religiosi in tutto il Piemonte. Innumerevoli i cantieri (quasi 200) in oltre quarant'anni di professione. Suoi furono i progetti per le chiese di San Bernardino da Siena, della Madonna Addolorata, di Sant'Alfonso, del Divin Redentore, di Gesù Nazareno e della Santissima Trinità a Torino e nei dintorni. Notevole fu l'ampliamento della chiesa torinese della Santissima Annunziata, sulla centralissima Via Po. Suoi furono anche i progetti delle chiese di Monasterolo di Savigliano, di San Rocco a Montà a Cuneo, della parrocchiale del Sacro Cuore di Gesù a Santo Stefano Belbo, della Parrocchiale dei Santi Apostoli Pietro e Paolo a Santena, l'ampliamento della chiesa parrocchiale di San Vincenzo Martire a Nole (TO). Si dedicò anche all'edilizia civile progettando alcuni palazzi a Torino.

## Onorificenze
Dopo quasi mezzo secolo di attività progettuale, per la maggior parte dedicata agli edifici religiosi, ricevette diverse onorificenze fra le quali spiccano quelle di:
- Cavaliere dell'Ordine della Corona d'Italia
- Cavaliere dell'Ordine dei Santi Maurizio e Lazzaro
- Ufficiale dell'Ordine della Corona d'Italia